# Zonula adhaerens

De zonula adhaerens (Engels: intermediate junction of adherens junction) is een eiwitcomplex dat een hechte verbinding tussen verschillende cellen in een weefsel vormt. In deze verbinding spelen de cadherines een belangrijke rol. Deze transmembranale proteïnen vormen een sterke specifieke binding (homodimeer) met de cadherines van de aanliggende cellen. Aan de cytoplasmatische zijde van de celmembraan zijn de cadherines via een aantal adaptor-eiwitten verbonden met de actinefilamenten van het cytoskelet.

## Zonula adhaerens in epitheel
Hoewel adherente juncties voorkomen in het hart en andere niet epitheliale weefsels zal de term zonula adhaerens doorgaans gebruikt worden in de context van epitheelweefsel. De gordelvormige band van adherente juncties bevindt zich net onder de zonula occludens.
In de doorsnede is een gespecialiseerde membraanzone te zien waarbij de celmembranen van twee naast elkaar liggende cellen parallel verlopen met een intercellulaire spleet van 150 tot 250 · 10−10 meter breed. Deze spleet is gevuld met fijn filamenteus materiaal dat een hogere dichtheid heeft dan niet-junctionele ruimten tussen cellen.
Aan de cytoplasmatische zijde van het junctionele membraansegment bevindt zich een dikke laag ineengevlochten microfilamenten, contractiel actine. Die staan in verband met microfilamenteus vlechtwerk aan het terminaal web, een filamenteuze structuur op de oppervlakte van epitheelcellen dat microvilli bevat.

## Functie
De zonula adhaerens speelt een rol in intercellulaire overdracht van actieve spanningen tussen cellen van een weefsel die intern zijn voortgebracht. Ze maken reproduceerbare contracties en relaxaties van een samenhangend weefsel mogelijk.
De spiercellen van het hartspierweefsel zijn aaneengehecht met een vlak van dit hechtingstype. Structureel zijn ze identiek, maar ze omsluiten niet de volledige cel.